# Шандорне Балі
Балі Шандорне (угор. Bali Sándorné; 29 листопада 1927, Будапешт — 28 березня 2010, Будапешт) — угорська робітнича активістка, дисидентка, учасниця антикомуністичного Угорського повстання 1956 року. Дружина Шандора Балі.

## Біографія
Народилася у Будапешті у сім'ї робітників. При народженні називалася Сорчик Марія (угор. Szorcsik Mária). Працювала на капелюшному виробництві.
Вийшла заміж за слюсаря-інструментальника Шандора Балі. У шлюбі з ним мала двох дітей. Вийшовши заміж, відповідно до угорської традиції, іменувалася на честь чоловіка — Шандорне.
У жовтні 1956 року Марія Сорчик разом із чоловіком підтримали антикомуністичне Угорське повстання. Брали участь у будапештських демонстраціях. Марія активно допомагала Шандору у Центральній робочій раді (ЦРЗ), де він обіймав посаду заступника голови.
Шандор Балі і голова ЦРК Шандор Рац були заарештовані 11 грудня 1956 і були звільнені лише у 1963 році .
За правління Яноша Кадара Шандорне Балі не зазнавала прямих репресій, але перебувала під щільним наглядом правоохоронних органів. До виходу на пенсію працювала манікюрницею.
Шандорне Балі брала участь у угорському дисидентському русі. У 1988 році разом з Арпадом Генцем, Шандором Рацем та Дьордем Литваном організувала Комітет історичної справедливості. Відіграла важливу роль у церемонії перепоховання Імре Надя в 1989 році .
Після падіння комуністичного режиму в Угорщині Шандорне Балі продовжувала працювати у Комітеті історичної справедливості. У 2004 році нагороджена орденом «За заслуги» імені Імре Надя — за участь у мирній зміні режиму та сприянні національній єдності.
Померла Шандорне Балі у віці 82 років, 28 березня 2010 року.